# 52270 Noamchomsky
52270 Noamchomsky este o planetă minoră (asteroid) din centura de asteroizi. A fost descoperită pe 13 februarie 1988 la Observatorul La Silla de Eric Walter Elst. 
Obiectul prezintă o orbită caracterizată de o semiaxă mare de 2,4318937078164 UAi, o excentricitate de 0,09, o înclinație de 5,4 ° în raport cu ecliptica.